# Carolyn Goodman (personnalité politique)
Pour les articles homonymes, voir Carolyn Goodman.
Carolyn Goldmark Goodman, née le 25 mars 1939 à Philadelphie, est une femme politique américaine. Membre du Parti démocrate qu'elle quitte en 2009 pour devenir indépendante, elle est maire de Las Vegas de 2011 à 2024, la seconde femme de l'histoire de la ville. Elle est l'épouse d'Oscar Goodman, auquel elle a succédé à la mairie.

## Biographie
Elle est la fondatrice, présidente et administratrice émérite de The Meadows School (en). 
En 1964, elle emménage à Las Vegas avec son mari. Le couple s'investit rapidement dans la fédération juive locale. Carolyn Goodman finit par devenir la chef de file de la section féminine de cette fédération, fonction qu'elle occupe pendant plusieurs années. Oscar Goodman est maire de 1999 à 2011. Le 7 juin 2011, Carolyn Goodman lui succède après avoir été élue avec 60 % des voix ; elle prend ses fonctions le 6 juillet de la même année,.
Le 24 octobre 2011, elle accueille le président Barack Obama à l'aéroport international McCarran de Las Vegas. Deux ans plus tôt, il avait pourtant fait des remarques critiques à l'égard de la capitale du jeu, ce qui avait mis Oscar Goodman en colère. Pas rancunière, son épouse déclare que désormais « l'ardoise est toute neuve et propre » et offre en cadeau au président un jeton porte-bonheur.
Le 15 juillet 2015, elle soutient Ruben Kihuen, candidat à un siège à la Chambre des représentants des États-Unis. L'année suivante, il est pourtant battu face au représentant sortant Cresent Hardy.
Le 20 juillet 2015, elle soutient Joe Heck, candidat au Sénat américain. Il est battu par Catherine Cortez Masto.
Le 3 août 2016, elle déclare refuser de soutenir l'un ou l'autre des candidats à l'élection présidentielle de 2016, Hillary Clinton ou Donald Trump.

## Prix
Elle reçoit le prix Commitment to Education 2009 de United Way du sud du Nevada.